# Brestelnic
Brestelnic románul: Brestelnic, falu Romániában, a Bánságban, Krassó-Szörény megyében.

## Fekvése
Szikesfalu (Sichevița) közelében fekvő település.

## Népessége
| Lakosok száma | 29   | 16   | 14   |
|               | 2002 | 2011 | 2021 |

## Története
Brestelnic korábban Szikesfalu (Sicheviţa) része volt. 1956-ban vált külön településsé 56 lakossal.
1966-ban 33, 1977-ben 48, az 1992-es népszámláláskor pedig 16 román lakosa volt. 